# Ludwig Friedrich Ferdinand von Zedtwitz

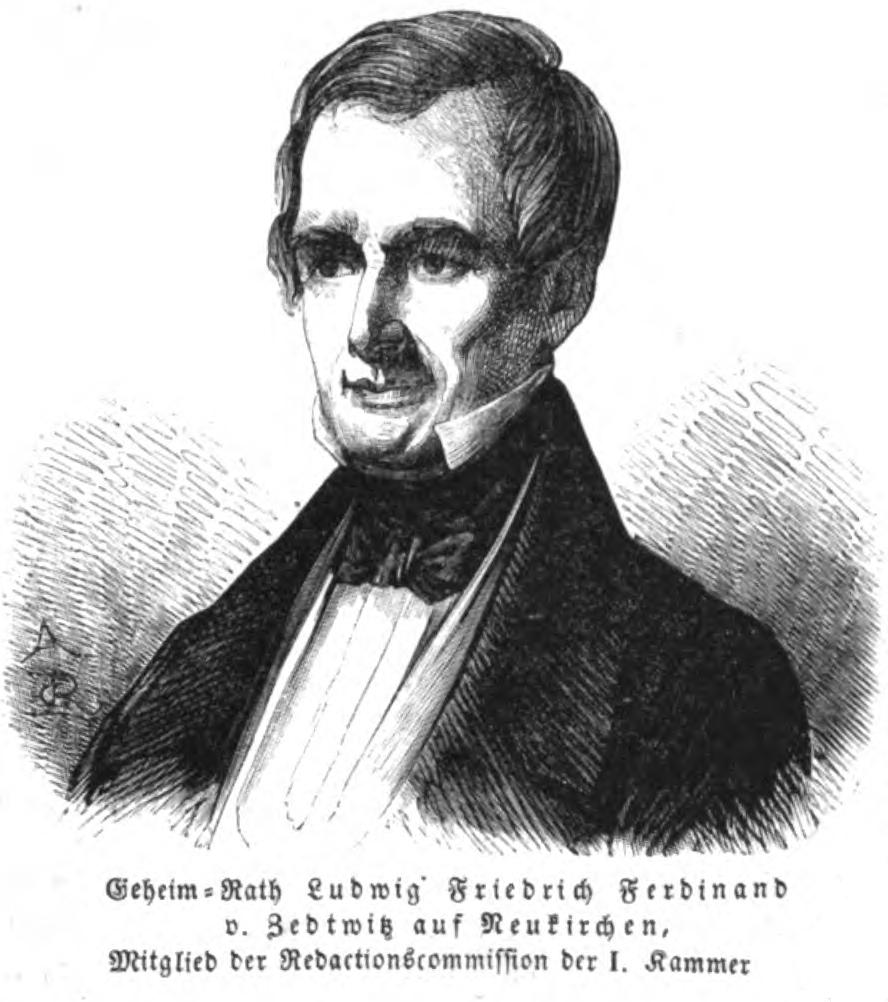
Ludwig Friedrich Ferdinand von Zedtwitz, 1847.

Ludwig Friedrich Ferdinand von Zedtwitz (* 28. September 1777 in Merseburg; † 11. Mai 1860 in Dresden) war ein sächsischer Landtagsabgeordneter. 
Der spätere Rittergutsbesitzer auf  Neukirchen und Geheime Rat wurde als Sohn von Heinrich Ferdinand von Zedtwitz (1717–1803) geboren. 1833/34 und 1836/37 gehörte von Zedtwitz als 1. Sekretär sowie 1839/40, 1842/43, 1845/46 und 1847 als Abgeordneter der Ersten Kammer des Sächsischen Landtages an. In Dresden wurde er Mitglied der Freimaurerloge Zu den drei Schwertern und Asträa zur grünenden Raute. Ludwig Friedrich Ferdinand von Zedtwitz hatte einen Sohn, Ernst Theodor von Zedtwitz (1817–1891).